# Liste der geschützten Landschaftsbestandteile im Saarland
Die Liste der geschützten Landschaftsbestandteile im Saarland nennt die Listen der geschützten Landschaftsbestandteile der Landkreise im Saarland. Geschützte Landschaftsbestandteile sind Elemente aus der Natur und Landschaft, die zur Erhaltung, Wiederherstellung und Entwicklung unter Schutz gestellt werden. Weitere Bedeutung haben sie als Habitate für bestimmte wild lebende Tier- und Pflanzenarten.

## Liste
| Kreis                       | Liste                                                                        |
| --------------------------- | ---------------------------------------------------------------------------- |
| Landkreis Merzig-Wadern     | Liste der geschützten Landschaftsbestandteile im Landkreis Merzig-Wadern     |
| Landkreis Neunkirchen       | Liste der geschützten Landschaftsbestandteile im Landkreis Neunkirchen       |
| Regionalverband Saarbrücken | Liste der geschützten Landschaftsbestandteile im Regionalverband Saarbrücken |
| Landkreis Saarlouis         | Liste der geschützten Landschaftsbestandteile im Landkreis Saarlouis         |
| Saarpfalz-Kreis             | Liste der geschützten Landschaftsbestandteile im Saarpfalz-Kreis             |
| Landkreis St. Wendel        | Liste der geschützten Landschaftsbestandteile im Landkreis St. Wendel        |